# Oleksandr Sîrskîi
Oleksandr Stanislavovîci Sîrskîi (în ucraineană Олександр Станіславович Сирський; n. 26 iulie 1965, Novinki⁠(d), Kirzhachsky District⁠(d), RSFS Rusă, URSS) este un ofițer militar ucrainean. Deține gradul de general-colonel și din 8 februarie 2024 este comandatul Forțelor armate ale Ucrainei. Anterior era comandantul Forțelor Terestre Ucrainene⁠(en)[traduceți] din 2019 și comandantul Operațiunii Antiteroriste din Donbas din mai până în august 2019.
La începutul invaziei ruse în Ucraina, Sîrskîi a fost comandantul Kievului. În septembrie 2022 el a condus contraofensiva de la Harkiv, și, mai târziu, apărarea Bahmutului.

## Biografie
S-a născut în satul Novinki din regiunea Vladimir, Rusia, într-o familie de militari etnici ruși. Înainte de Războiul din Donbass, în anii 2000, a comandat Brigada 72 Mecanizată și a fost avansat la gradul de general-maior.
Din 2013 a fost prim-adjunct al șefului al Centrului principal de comandă al Forțelor Armate ale Ucrainei și a fost implicat în procesele de cooperare de atunci cu NATO. În noiembrie 2013, Sîrskîi, în numele Ministerului Apărării, a discutat la sediul NATO schimbarea armatei ucrainene în conformitate cu standardele NATO.

## Războiul din Donbas
Odată cu începutul războiului din estul Ucrainei a fost șeful de stat major al operațiunilor antiteroriste.
În special, el a fost unul dintre comandanții principali ai forțelor operațiunii antiteroriste în timpul bătăliei de la Debalțeve din iarna anului 2015, împreună cu șeful Statului Major General al Forțelor Armate ale Ucrainei, Viktor Mujenko, au mers chiar în oraș. A condus luptele din Vuhlehirsk, satul Ridkodub și o încercare nereușită de a recuceri Logvinove⁠(en)[traduceți]. A coordonat, de asemenea, retragerea armatei ucrainene din Debalțeve. Sub conducerea sa rutele posibile de trecere a râului Karapulka au fost aruncate în aer.
Oleksandr Sîrskîi a primit Ordinul Bohdan Hmelnîțkî de gradul III și mai târziu a primit gradul de general-locotenent datorită realizărilor sale în timpul bătăliei de la Debalțeve.
În 2016 a condus Cartierul General Operațional Comun al Forțelor Armate ale Ucrainei, care coordona acțiunile operaționale ale diferitelor forțe de securitate ucrainene în Donbas. În 2017 a fost comandantul Operațiuni Antiteroriste din estul Ucrainei.
Între 6 mai și 5 august 2019 era comandantul Statului Major Operațional Comun al Forțelor Armate ale Ucrainei.
Din 5 august 2019 Sîrskîi este comandantul Forțelor Terestre ale Forțelor Armate ale Ucrainei. Pe 23 august 2020 a fost avansat la gradul de general-colonel. Gradul nu mai este acordat în armata ucraineană de la 1 octombrie a aceluiași an, dar Sîrskîi l-a păstrat, fiind în acest moment singurul militar ucrainean rămas în serviciu activ cu acest grad.

## Invazia rusă a Ucrainei din 2022
În timpul invaziei ruse a Ucrainei, Sîrskîi a organizat și a condus apărarea Kievului. În aprilie 2022 Sîrskîi a primit titlul de Erou al Ucrainei pentru eforturile sale. În septembrie 2022 presa a raportat că Sîrskîi este arhitectul din spatele contraofensivei de succes de la Harkiv. Sîrskîi a fost descris drept „cel mai de succes general al secolului 21 de până acum”.

## Distincții
- Ordinul Bogdan Hmelnițki clasa III-a (14 martie 2015)[20]
- Ordinul Bogdan Hmelnițki clasa II-a (18 martie 2022)[21]
- Erou al Ucrainei (6 aprilie 2022)[22]
- Crucea pentru Merite în Luptă (17 iulie 2022)[23]